# 福瑟斯
福瑟斯（法語：Fosseuse，法語發音：[fosøz]）是法国瓦兹省的一个旧市镇，属于博韦区。2016年，福瑟斯与市镇昂塞维尔和博尔内勒合并为新的博尔内勒。

## 地理
福瑟斯（49°12'48"N, 2°11'9"E）面积4.44 平方千米，位于法国上法蘭西大區瓦兹省，该省份为法国北部内陆省份，北起索姆省，西接厄尔省和滨海塞纳省，南至塞纳-马恩省和瓦兹河谷省，东临埃纳省。
与福瑟斯接壤的市镇（或旧市镇、城区）包括：昂布兰维尔、昂塞维尔、博尔内勒、埃什。

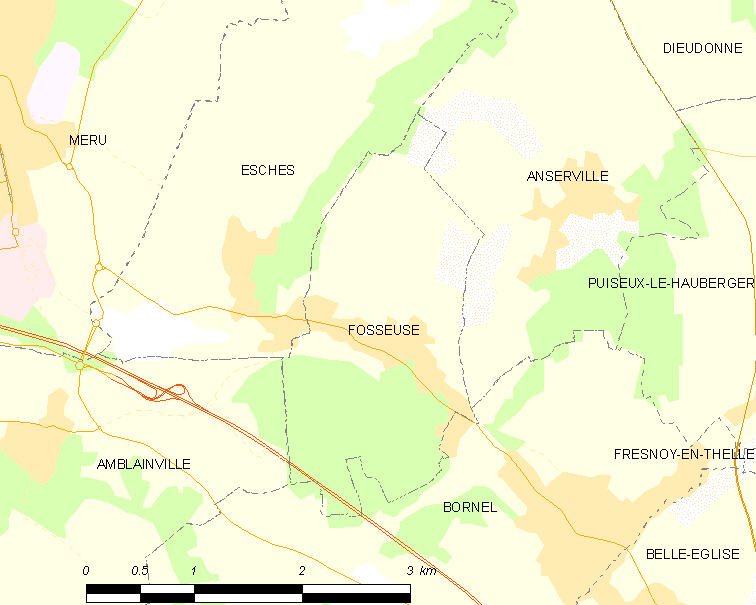
福瑟斯的OSM定位图

福瑟斯的时区为UTC+01:00、UTC+02:00（夏令时）。

## 行政
福瑟斯的邮政编码为60540，INSEE市镇编码为60246。

## 政治
福瑟斯所属的省级选区为梅吕县。

## 人口

1962-2008年间福瑟斯人口变化图示

福瑟斯于2018年1月1日时的人口数量为729人。